# Tachinymphes delicata
Tachinymphes delicata là một loài côn trùng trong họ Mesochrysopidae thuộc bộ Neuroptera. Loài này được Ren & Yin miêu tả năm 2002.